# Alessandro Benvenuti

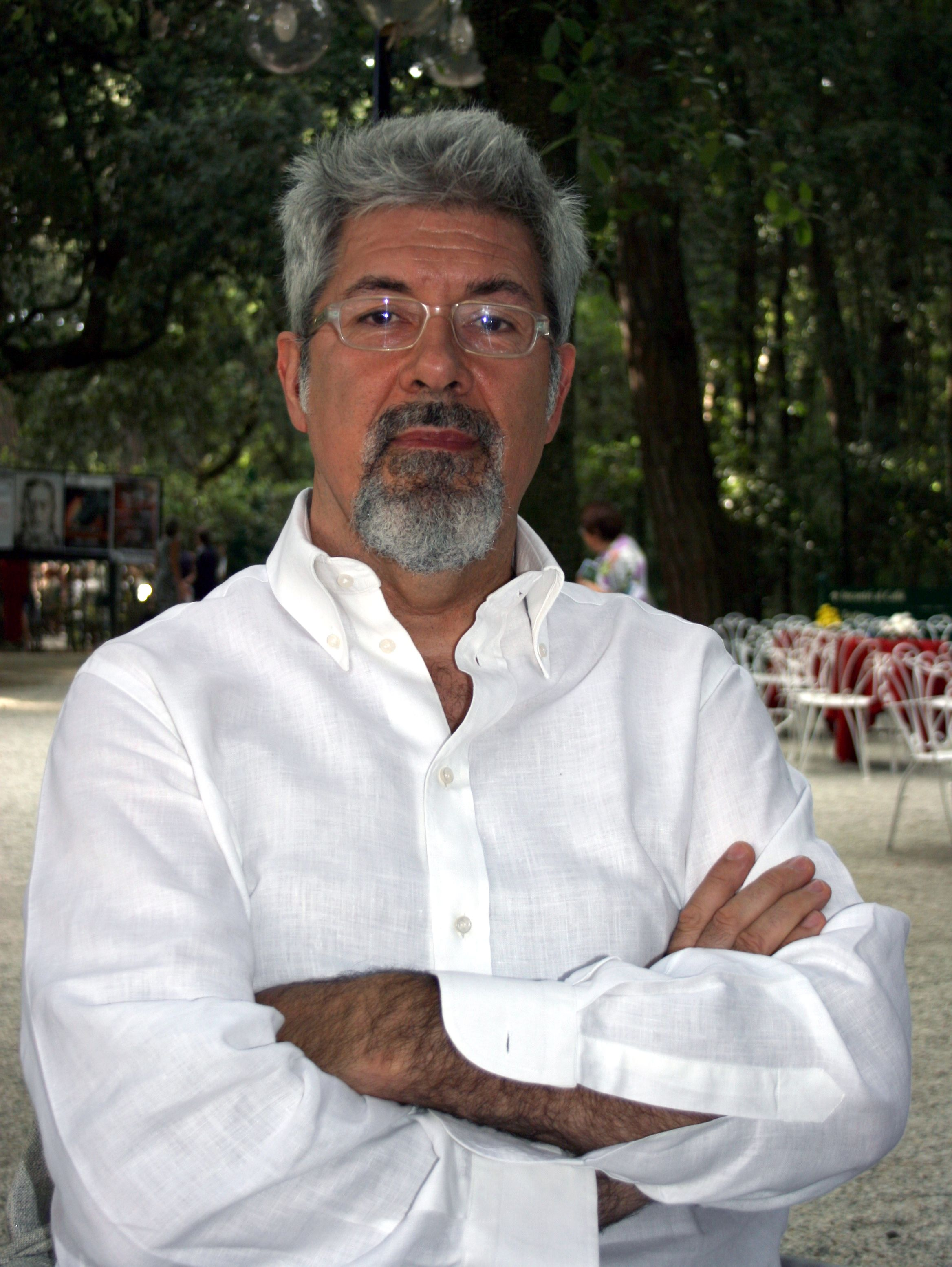
Alessandro Benvenuti (2008)

Alessandro Benvenuti (* 31. Januar 1950 in Pelago) ist ein italienischer Schauspieler, Drehbuchautor und Filmregisseur.

## Leben
Benvenuti trat mit Athina Cenci und Francesco Nuti als I Giancattivi seit dem Ende der 1960er Jahre auf Kleinkunstbühnen auf. Ein Jahrzehnt später spielte er erste Rollen für das Fernsehen und führte 1981 auch erstmals Regie für einen Kinofilm, Ad ovest di Paperino, für das er nicht nur Drehbuch und Musik schrieb, sondern mit neben seinen Kollegen Nuti und Cenci auch eine der Hauptrollen spielte. Er erhielt dafür einen Nastro d’Argento. Nach einem zweiten Film 1984 konzentrierte er sich wieder auf die Arbeit vor der Kamera, mit der er viele Themen und Elemente seiner Zeit mit I Giancattivi aufnahm und weiterentwickelte, bis er mit Benvenuti in casa Gori einen persönlichen Film inszenierte, der – für die Darstellerin Ilaria Occhini – ebenfalls mit einem Nastro d'Argento ausgezeichnet wurde. Bis 2003 entstanden nun regelmäßig Filme, meist Komödien, die bei Kritik und Publikum gleichermaßen erfolgreich waren.
Seither spielte Benvenuti wieder bevorzugt in Filmen anderer Regisseure und inszenierte einige Folgen von Fernsehserien für das Fernsehen. Auch im Theater war Benvenuti zeit seiner Karriere immer wieder aktiv. Seit 2006 ist er künstlerischer Leiter des Teatro Dante di Campi Bisenzio.
Benvenuti ist nicht zu verwechseln mit dem gleichnamigen Musiker.

## Filmografie (Auswahl)
- 1982: Ad ovest di Paperino (auch Regie)
- 1990: Benvenuti in casa Gori (auch Regie)
- 2003: Ti spiace se bacio mamma? (auch Regie)
- 2005: Concorso da colpa